# Selangit (plaats)
Selangit is een bestuurslaag in het regentschap Musi Rawas van de provincie Zuid-Sumatra, Indonesië. Selangit telt 2602 inwoners (volkstelling 2010).